# Hauteluce
Hauteluce – miejscowość i gmina we Francji, w regionie Owernia-Rodan-Alpy, w departamencie Sabaudia.
Według danych na rok 1990 gminę zamieszkiwało 820 osób, a gęstość zaludnienia wynosiła 13 osób/km² (wśród 2880 gmin regionu Rodan-Alpy Hauteluce plasuje się na 892. miejscu pod względem liczby ludności, natomiast pod względem powierzchni na miejscu 42.).